# Leopold Kronecker
Leopold Kronecker (7. prosince 1823 v Legnici, Prusko – 29. prosince 1891 v Berlíně) byl německý matematik a logik, který se snažil založit aritmetiku a analýzu na celých číslech.

## Život
Leopold se narodil v zámožné a vzdělané židovské rodině, jeho mladší bratr Hugo (1839–1914) byl významný fyziolog. Získal vynikající vzdělání od domácích učitelů a na gymnáziu byl jeho učitelem Ernst Eduard Kummer, který v něm probudil zájem o matematiku. Roku 1841 začal studovat filosofii na univerzitě v Berlíně, zajímal se hlavně o Descarta, Leibnize, Kanta, Hegela a Spinozu. Studoval také astronomii, chemii, meteorologii a zejména matematiku, kde k jeho učitelům patřili Dirichlet a Jakob Steiner. Po kratších pobytech na univerzitách v Bonnu a ve Vratislavi se roku 1844 vrátil do Berlína, kde 1845 promoval latinskou prací o „Komplexních jednotkách“. Pak se deset let s velkým úspěchem věnoval obchodu a zajistil si finanční nezávislost, také díky bohatému strýci a sňatku s jeho dcerou.
Znovu začal s matematikou v roce 1853, kdy rozšířil Galoisovu teorii algebraických rovnic. Kronecker publikoval množství prací na nejrůznější témata jako teorie čísel, eliptické funkce apod. Díky těmto pracím byl roku 1860 přijat za člena berlínské Akademie. To mu dalo právo přednášet na univerzitě, kde vyučoval teorii čísel, teorii rovnic, teorii determinantů a integrálů. Nepřitahoval příliš mnoho studentů, jen málo z nich bylo schopno sledovat jeho myšlenky a dokonale jim porozumět. Mezi nimi byl například Georg Cantor a Edmund Husserl. Kronecker odmítl nabídku profesury na univerzitě v Göttingenu, protože jej přitahoval Berlín, kde získal místo profesora v roce 1883 po svém někdejším učiteli Kummerovi a kde také roku 1891 zemřel.

## Matematika
Spolu s Weierstrassem, Helmholtzem a dalšími vydával Kronecker vlivný Journal für Mathematik.
Jako zastánce finitismu a předchůdce matematického konstruktivismu uznával Kronecker jen ty matematické předměty, které lze podle výslovného předpisu zkonstruovat, a byl přesvědčen o tom, že matematiku lze vybudovat jen na základě přirozených čísel. Při jedné přednášce roku 1886 řekl později slavnou větu:
| „ | Bůh stvořil přirozená čísla, všechno ostatní je lidské dílo. | “ |

Stavěl se proti iracionálním číslům, limitám, Bolzanově–Weierstrassově větě, čímž se dostával do sporů s mnoha jinými matematiky. Ostře napadl zejména svého někdejšího žáka Georga Cantora a jeho teorii množin, protože se domníval, že pro konkrétní analýzu nic nepřináší. Dokonce snad bránil publikaci Cantorových příspěvků v Jahrbuch für Mathematik.
I přes tyto dnes překonané přístupy patří Kroneckerovi uznání za mnohé nové myšlenky, které byly dále rozvíjeny např. Poincarém. Kroneckerovo jméno nesou např. Kroneckerovo delta, Kroneckerovo lemma, Kroneckerův součin apod.